# Gries
Gries es una localidad y  comuna francesa situada en el departamento de Bajo Rin, en la región de Alsacia. Tiene una población de 2.688 habitantes (según censo de 1999) y una densidad de 220 h/km².

## Personalidades ilustres
- Andréas Thurmann, conocido diácono en Westhoffen y cuñado del teólogo Johann Conrad Dannhauer, fue pastor de Gries y Geudertheim del año 1627 al 1672.

## Evolución demográfica
| 1908 | 2093 | 2281 | 2319 | 2464 | 2688 |
| Para los censos de 1962 a 1999 la población legal corresponde a la población sin duplicidades (Fuente: INSEE [Consultar]) |      |      |      |      |      |